# 髙橋直人 (俳優)
髙橋 直人（たかはし なおと、1991年6月15日 - ）は、日本の俳優。群馬県出身。スターダストプロモーションに所属していた。

## 略歴・人物
2008年、第21回ジュノン・スーパーボーイ・コンテストに応募し、BEST30入りした。
趣味は読書、散歩。特技はピアノ、サックス、トロンボーン、バスケットボール。

## 出演

### テレビドラマ
- スーパー戦隊シリーズ（テレビ朝日）
  - 海賊戦隊ゴーカイジャー 第39話（2011年11月20日、テレビ朝日） - 男子生徒 役
  - 特命戦隊ゴーバスターズ（2012年2月26日 - 2013年2月10日、テレビ朝日） - 森下トオル 役
- ウルトラマンオーブ（2016年7月9日 - 12月24日、テレビ東京） - 早見ジェッタ 役[2]

### 映画
- スーパー戦隊シリーズ（東映） - 森下トオル 役
  - 仮面ライダー×スーパー戦隊 スーパーヒーロー大戦（2012年4月21日）
  - 特命戦隊ゴーバスターズ THE MOVIE 東京エネタワーを守れ!（2012年8月4日）
  - 特命戦隊ゴーバスターズVS海賊戦隊ゴーカイジャー THE MOVIE（2013年1月19日）
  - 仮面ライダー×スーパー戦隊×宇宙刑事 スーパーヒーロー大戦Z（2013年4月27日）
- PRECIOUS STONE（2013年9月21日、シミズオクト） - ノブ 役
- カミングアウト（2014年11月29日、レイズインターナショナル） - 主演 赤間陽 役
- 神さまの言うとおり（2014年11月15日、東宝） - 前田小太郎 役
- きょうのキラ君（2017年2月25日、ショウゲート）
- 劇場版 ウルトラマンオーブ 絆の力、おかりします!（2017年3月11日、松竹メディア事業部） - 早見ジェッタ 役

### オリジナルビデオ
- 帰ってきた特命戦隊ゴーバスターズVS動物戦隊ゴーバスターズ（2013年6月21日、東映ビデオ） - 森下トオル 役

### 舞台
- 文學青年（2011年11月）
- PRECIOUS STONE（2011年12月）
- ホス探へようこそ（2013年1月） - 小林行 役
- 不思議な町の王子様 第二章（2013年2月） - 桐生レイラ 役
- Mores〜モリス〜風営法届済店（2013年4月） - 南野龍 役
- つかこうへいTRIPLE IMPACT「いつも心に太陽を」（2015年2月）

### CM
- 日経Gooday（2014年）
- ユニバーサル・スタジオ・ジャパン「USJ2015春」スコープ篇（2015年）

### PV
- YUI「GLORIA」（2010年）

### その他
- NTT docomo 広告（2011年）